# Stadtarchiv Oldenburg
Das Stadtarchiv Oldenburg wurde 1903 gegründet und archiviert Dokumente und Akten der Stadt Oldenburg. Es ist nicht zu verwechseln mit dem Staatsarchiv Oldenburg, in dem sich die Archivalien des Stadtarchivs als Depositum befinden.

## Geschichte
Eine Archivierung der städtischen Akten in besonderen „Schachteln“ ist erstmals für die 1620er Jahre nachweisbar; Archivort war immer das Rathaus. Für das neue Rathaus, das 1888 eingeweiht wurde, war erstmals ein Archivraum eingerichtet worden, der jedoch schon bald darauf für die Verwaltung genutzt wurde.
Die Einrichtung des Stadtarchivs ging auf Dietrich Kohl zurück, Oberlehrer an der Städtischen Oberrealschule, später Hindenburg-Schule, heute Herbartgymnasium Oldenburg. Die Einrichtung wurde am 7. April 1903 durch Magistrat, Gesamtstadtrat und Stadtrat auf einer gemeinsamen Sitzung beschlossen. Erster Stadtarchivar wurde Kohl, der in den folgenden Jahren eine intensive Publikationstätigkeit zur Stadtgeschichte entwickelte. Erster „Archivsitz“ war die Oberrealschule.
Dass eine Archivierung der städtischen Akten dringend notwendig war, zeigt ein Vorgang aus dem Jahre 1905. Im September konnte Kohl dem Oberbürgermeister Karl Tappenbeck mitteilen, dass er die aus dem 14. Jahrhundert stammende Stadtrechtsurkunde und weitere Dokumente aus späteren Jahrhunderten aufgefunden habe. Diese waren von Ludwig Strackerjan und Wilhelm Leverkus nachweislich im Rathaus benutzt worden, danach jedoch verschwunden.
Bis zum Ausbruch des Zweiten Weltkriegs zog das Archiv mehrmals um. Im Ersten Weltkrieg wurde eine Kriegssammlung angelegt. Anfang 1944 wurde ein Teil der Archivalien aufgrund drohender Bombenangriffe in einem Kalibergwerk in der Nähe von Helmstedt deponiert, andere waren vorher in einer Ziegelei in Scharrel ausgelagert worden. Diese ausgelagerten Bestände wurden 1946 wieder zurückgeführt.
Am 3. September 1962 wurde in einem Vertrag zwischen dem Stadtarchiv und dem Staatsarchiv Oldenburg vereinbart, dass die Akten des Stadtarchivs im Staatsarchiv als Depositum archiviert werden sollten. Diese Regelung ist bis in die Gegenwart (2015) gültig.

### Stadtarchivare von 1903 bis 1956
- Dietrich Kohl (1861–1942): 1903 bis ca. 1931.
- Johann Friedrich Karl Hoyer (1885–1937): 1931–1935
- Kurt Reinecke (1877–1952): 1936–1938
- Karl Orth (1873–1940): 1938–1940
- Otto Müller (1877–1959): 1940–1956 (In Personalunion als Leiter des Stadtmuseums Oldenburg. 1946 auf Anordnung der britischen Militärregierung entlassen, blieb jedoch im Amt, 1947 entlastet).
- Wilhelm Gilly (1923–2008): 1956–? (In Personalunion als Leiter des Stadtmuseums)

## Veröffentlichungen
- Quellenband zur Geschichte des 1. Weltkrieges in der Stadt Oldenburg (Band 7)
- Festschrift – 100 Jahre Stadtarchiv Oldenburg (1903–2003) (Band 6)
- Zwangsarbeit und ihre gesellschaftliche Akzeptanz in Oldenburg (1939–1945) (Band 5)
- Wir müssen doch in die Zukunft sehen ... Die Entnazifizierung in der Stadt Oldenburg unter britischer Besatzungshoheit (1945–1947) (Band 4)
- Oldenburger Häuserbuch, Gebäude und Bewohner im inneren Bereich der Stadt Oldenburg (Band 3)
- ...dessen sich keiner bey Vermeidung Unser Ungnade zu verweigern... Die Sozialstruktur in der Stadt und Hausvogtei Oldenburg nach der Steuererhebung von 1744 (Band 2)
- Franz Noack, Stadtbaumeister in Oldenburg von 1885–1929 (Band 1)